# Nederlands Openluchtmuseum

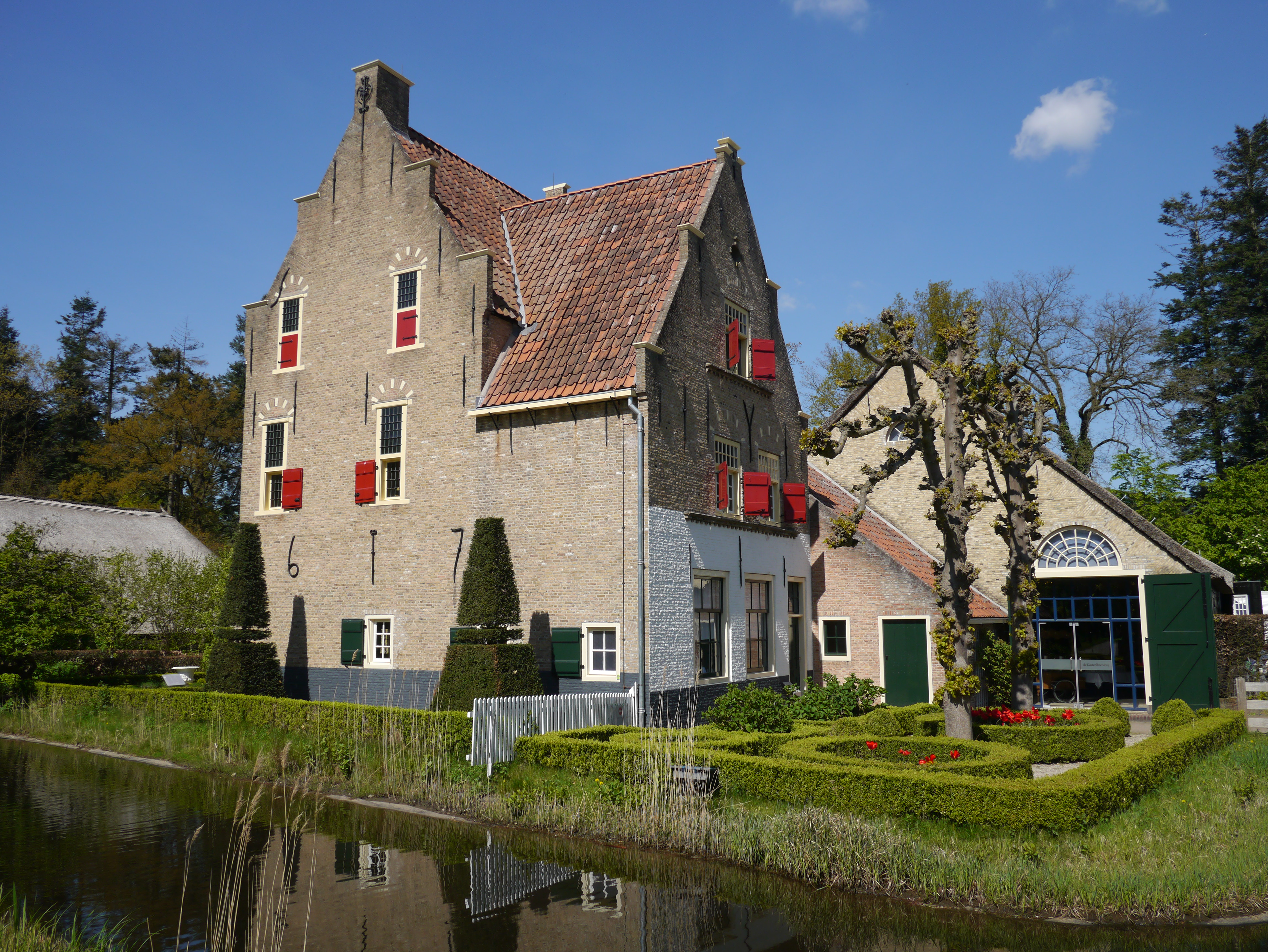
Fattoria esposta al Nederlands Openluchtmuseum

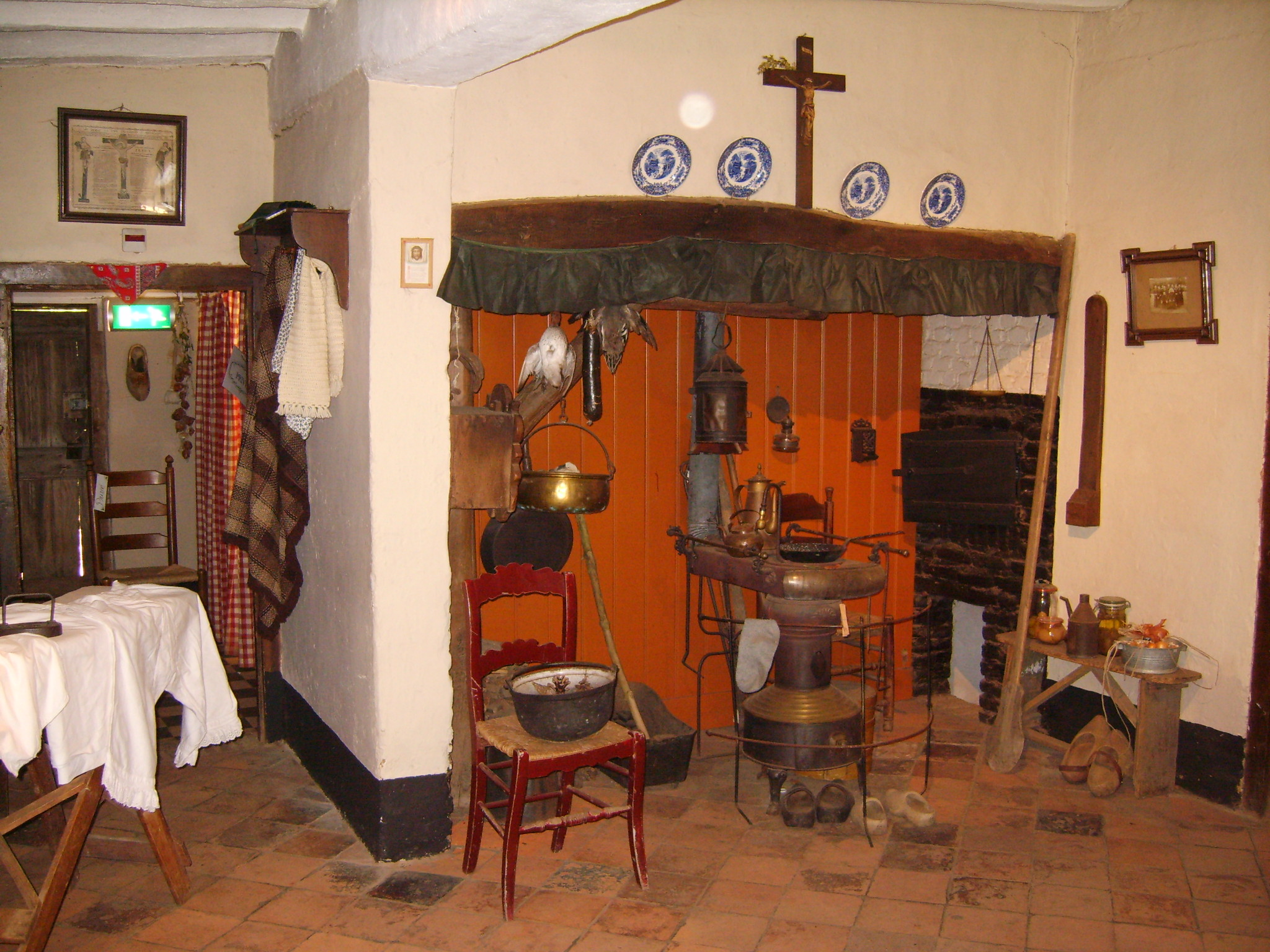
L'interno di un edificio esposto al Nederlands Openluchtmuseum

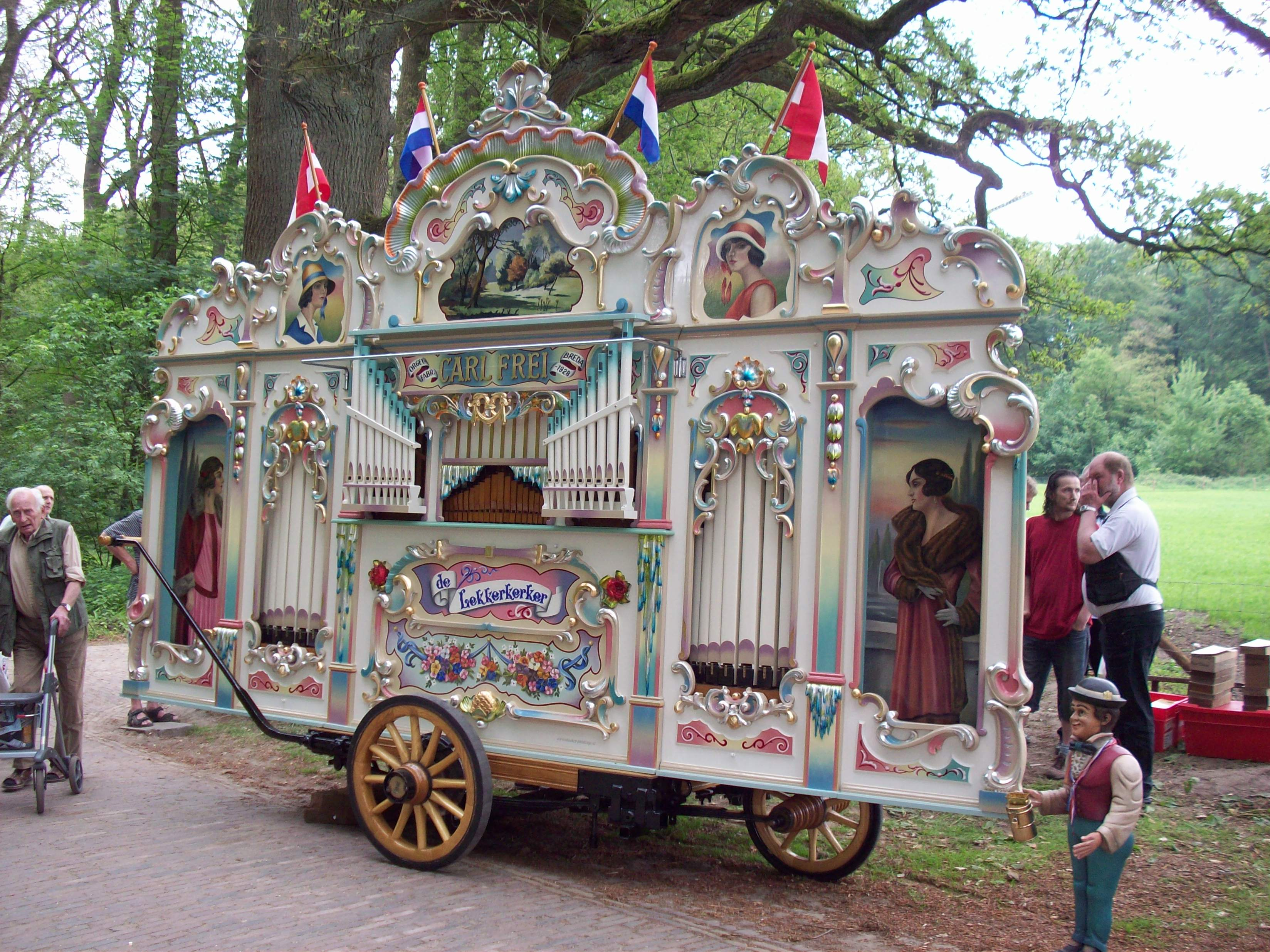
Organo esposto al Nederlands Openluchtmuseum

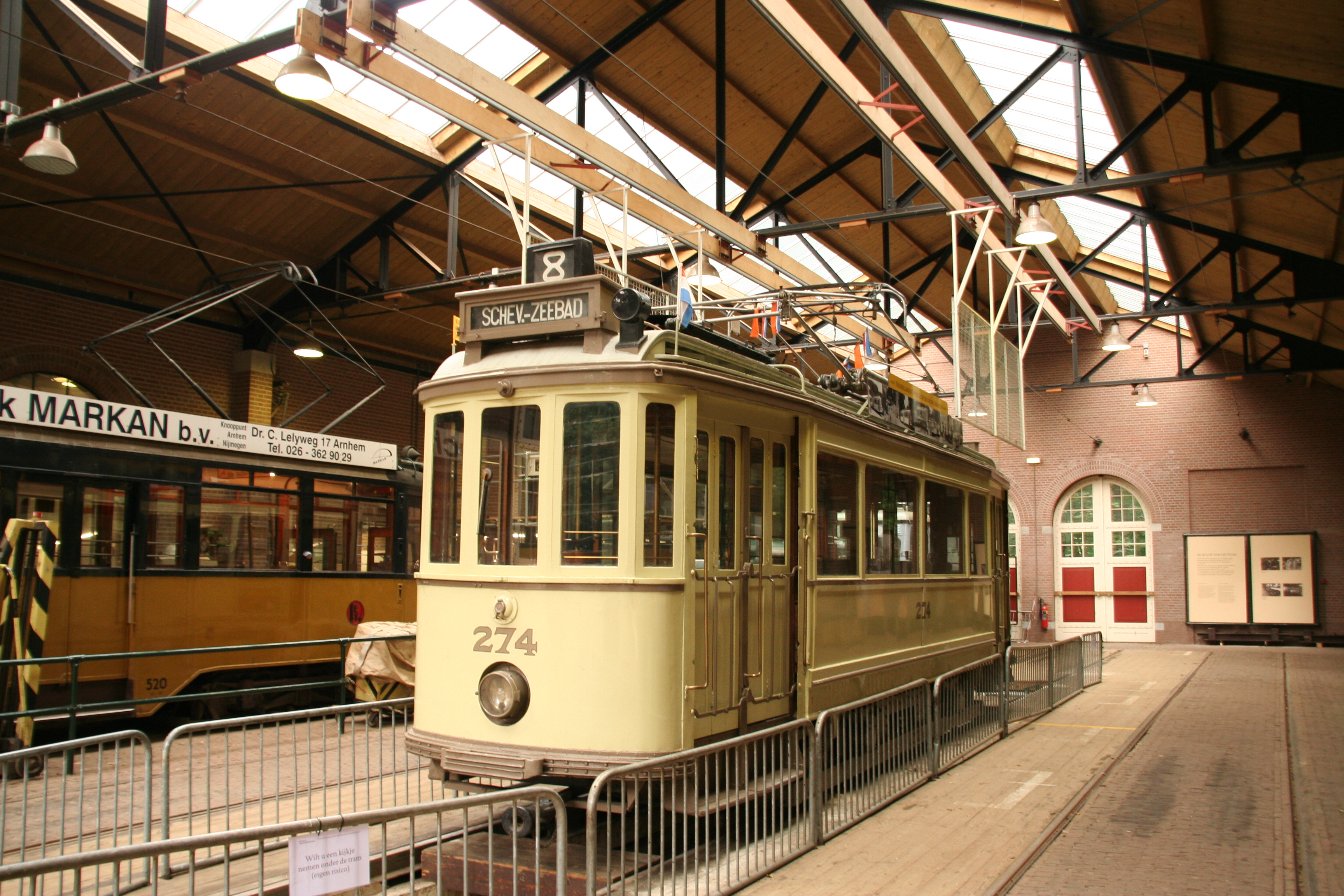
Un tram esposto al Nederlands Openluchtmuseum

Il Nederlands Openluchtmuseum ("Museo all'aperto dei Paesi Bassi") è un museo all'aperto di Arnhem, nei Paesi Bassi, istituito nel 1918 e classificato come rijksmuseum e rijksmonument.
Il museo conta una media di circa 500.000 visitatori l'anno.

## Descrizione
Il museo illustra la vita e gli aspetti culturali ed economici (tra cui l'agricoltura e l'industria) dei Paesi Bassi nel XIX secolo, attraverso l'esposizione di edifici tradizionali provenienti da varie province del Paese. Vi sono esposti, tra l'altro, mulini a vento, caseifici, carrozze e vecchi tram. La visita è accompagnata da figuranti in costume tradizionale..

## Storia
La storia del museo ebbe inizio con la fondazione ad Arnhem nel 1912 dell'associazione denominata Vereeniging Nederlandsch Openluchtmuseum, che si proponeva, in un periodo di crescente industrializzazione, di recuperare le genuine tradizioni dei Paesi Bassi.
Il nuovo museo aprì quindi al pubblico il 13 luglio 1918.
|  |

Nel 1941 il museo fu nominato Rijksmuseum voor Volkskunde.
In quel periodo, segnato dalla seconda guerra mondiale, il museo offrì anche un tetto alle persone evacuate dalle proprie case e a dei membri della resistenza olandese nel corso della battaglia di Arnhem. La battaglia danneggiò anche seriamente alcuni edifici del museo, in particolare i loro interni.
Nel 1970, alcuni edifici esposti nel museo furono distrutti da un incendio, che ne rese impossibile il recupero.
Nel 1987, l'allora ministro Elco Brinkman accennò alla proposta di chiusura del museo, chiusura in seguito scongiurata dalla fondazione Het Nederlands Openluchtmuseum, che nel 1991 si accollò tutti i costi della struttura.